# ハインド (クレーター)
ハインド (Hind) は、月の表側中央部に位置するクレーターである。10個の小惑星を発見した19世紀のイギリスの天文学者ジョン・ハインドにちなんで名づけられた。
ハインドの北西には巨大な壁平原ヒッパルコスが広がっており、ハインドの西方50キロメートルにはハリーが位置している。ハリーの北東30キロメートルにはヒッパルコスCが、ハリーの北東70キロメートルにはヒッパルコスLが位置しており、ハインドはヒッパルコスCとヒッパルコスLを結ぶ線上に位置している。
ハインドの周壁は円形に近いが、北東部がやや膨らんでいる。北側の周壁は大きく崩落している。ハインドの南方20キロメートルには従属クレーターであるハインドCが位置している。

## 従属クレーター
ハインドのごく近くにある小さな無名のクレーターについては、アルファベットを付加することによって識別される。
| 名称 | 月面緯度    | 月面経度    | 直径 |
| ---- | ----------- | ----------- | ---- |
| C    | 南緯 8.7 度 | 東経 7.4 度 | 7 km |